# Асхабадское восстание (1918)
Асхабадское восстание (Асхабадский мятеж) — восстание рабочих (главным образом железнодорожников) против большевиков, начавшееся 11-12 июля в Асхабаде (ныне Ашхабад) и охватившее крупнейшие города Закаспийской области (от Красноводска до Мерва). Лидерами восстания были в основном эсеры и меньшевики (Фунтиков Ф. А., Дохов В. и др.); также к восстанию примкнули кадеты (граф Доррер А. И.), дашнаки, туркменские племенные лидеры, офицеры текинских конных частей.

## Волнения в Асхабаде в связи с мобилизацией
В Закаспийской области большевики практически не имели социальной опоры, так как рабочий класс был представлен в основном железнодорожными рабочими, зажиточным и высококвалифицированным слоем, придерживавшимся меньшевистско-эсеровской ориентации. Поэтому, когда в связи с осадой силами атамана Дутова Оренбурга и чехословацким мятежом в июне 1918 г. в Закаспии было объявлено об учёте мужчин от 18 до 35 лет (что являлось подготовительным актом к мобилизации), в Закаспии начались волнения и митинги. 17 июня серьёзные волнения произошли в Асхабаде. 3 июля пал Оренбург, и немедленно была объявлена мобилизация; однако рабочие идти в армию отказались. Во время митинга против мобилизации в городском Саду, прибыл отряд красноармейцев во главе Военкома которые неожиданно начали стрелять в толпу митингующих рабочих. Рабочие железнодорожники, недавние фронтовики 1 мировой войны, вооружившись спрятанным по домам оружием, избили военкома, красноармейцев разоружили. Взявшись за оружие и вызвав подмогу из Кизыл-Арвата и Красноводска, восставшие осадили и разогнали ревком. Совдеп был распущен и переизбран заново.

## Карательная экспедиция комиссара Фролова
Для подавления восстания Ташкентский Совнарком направил отряд «интернационалистов» из венгерских пленных с артиллерией под командованием чрезвычайного комиссара А. И. Фролова. Отряд вступил в Асхабад в конном строю с плакатами «Смерть саботажникам». Фролов арестовал и отправил в Ташкент управление железной дороги, распустил избранный рабочими Совдеп и насильственно переизбрал его, ввёл осадное положение и комендантский час и изъял оружие. Были проведены массовые расстрелы.
После этого Фролов пошёл на Кизыл-Арват и после короткого боя, в котором погиб 1 каратель и 4 рабочих, занял его. 4 рабочих убитых карателями Фролова, были парламентерами от кизил-арватцев, они были арестованы и расстреляны в вагоне. Там Фролов также переизбрал совдеп, забрал из арсенала оружие и собрался двигаться на усмирение Красноводска.

## Восстание в Асхабаде
12 июля в Асхабаде началось новое восстание. Был образован стачком, а затем Исполнительный совет (известный также как Закаспийское временное правительство) во главе с бывшим членом Совдепа правым эсером машинистом Фёдором Фунтиковым. Фролов оказался между дружиной красноводских рабочих и эшелоном асхабадцев, посланным ему в тыл. Карательный отряд был разгромлен, Фролов с женой (также принимавшей активное участие в усмирении рабочих [militera.lib.ru/research/shambarov1/02.html] ) — расстрелян.

## Распространение восстания
К рабочим начали примыкать туркменские племена. К 21 июля почти на всей территории Закаспийской области была установлена власть ЗВП и его местных органов — стачечных комитетов. Для наведения порядка [militera.lib.ru/research/shambarov1/02.html] из Ташкента был послан комиссар Туркестанского Совнаркома Павел Полторацкий во главе мирной делегации из нескольких человек, доехавший только до Мерва, где располагалась соцрота из сотни человек. Навстречу ему был выслан отряд из шестисот бывших фронтовиков и полутора тысяч туркмен. Узнав о приближении восставших, Полторацкий попытался вывезти ценности местного банка, но рабочие Мерва воспрепятствовали ему, отцепив от паровоза эшелон. Полторацкий попытался выехать на телегах, но рабочие подпилили оси. Он был арестован и в ночь на 22 июля расстрелян со своими спутниками и председателем Мервского ЧК И. К. Каллениченко. Следующей ночью под Асхабадом были расстреляны 9 комиссаров Закаспийской области.

## Дальнейшие события
ЦИК и СНК Туркестанской республики образовали Военно-политический штаб для борьбы с ЗВП, а в самом Асхабаде 25 июля создается подпольный большевистский комитет. Повстанцами был сформирован отряд, двинутый на Ташкент; однако 28 июля он был разбит отрядом Туркреспублики под Чарджуем и отброшен к Мерву. Закончилась неудачей и попытка ЗВП захватить крепость Кушка, гарнизон которой отказался переходить на сторону восставших. После снятия осады из Кушки в Ташкент было отправлено 70 орудий, 80 вагонов снарядов, 2 млн патронов и др. Неудачи заставили ЗВП обратиться за помощью к английской миссии в Мешхеде. 19 августа ЗВП подписало с генералом У. Маллесоном соглашение о союзе.
В январе 1919 после рабочих волнений в Асхабаде ЗВП, обвинённое в коррупции и некомпетентности, было смещено и заменено «Комитетом общественного спасения» (в составе 5 комиссаров).
Для борьбы с повстанцами и англичанами решением правительства Туркреспублики весной 1919 организуется Красная Армия Туркестана. В апреле-июле 1919 английские войска в основном были выведены из Закаспия, руководство антисоветскими силами в регионе перешло к Деникину. 21 мая части Красной Армии взяли Байрам-Али, 23 мая — Мерв, 24 мая — Кушку, 7 июля — Теджен, 9 июля — Асхабад, 6 февраля 1920 года — Красноводск.